# Jazz in Deutschland
Die Entwicklung des Jazz in Deutschland und seine öffentliche Wahrnehmung unterscheidet sich in mehrfacher Hinsicht von der im „Mutterland“ des Jazz, den USA. Seit den späten 1960ern spielen Grenzen in Europa jedoch nicht mehr die Rolle wie zuvor; die Rahmenbedingungen für Jazzmusiker in Deutschland sind heute völlig andere: Festivals, Bands und andere Jazz-Projekte sind zunehmend international besetzt.

## Die 1920er Jahre
Im „Artist“, einer Zeitschrift für Unterhaltungsmusiker, erschien im Juni 1919 erstmals das Wort „Jazz“. Als erste deutsche Jazzplatte gilt gemeinhin der (in den USA bereits 1917 erstmals eingespielte) Jazztitel „Tiger Rag“; dessen deutsche Coverversion entstand am 12. Dezember 1919 mit der Original Excentric Band (Bandleader Frank Groundsell) auf dem Berliner Plattenlabel Homokord (B-557) und wurde am 15. Januar 1920 veröffentlicht.
Bereits 1919 trat eine erste, von der amerikanischen Tänzerin Fern Andra engagierte ausländische Jazzband in Berlin auf, aber zuerst wurden die „wenigen Jazztänzer bestaunt und belacht.“ Die Stimmung bei den Tänzern änderte sich aber Franz Wolfgang Koebner zufolge ebenso wie die Nachfrage nach guten Jazzbands bereits im Folgejahr. Zwei der ersten Bücher mit dem Wort „Jazz“ im Titel stammen aus Deutschland, sind aber stark auf das Jazztanzen bezogen. Auch Paul Bernhard bezieht in seinem Buch Jazz – eine musikalische Zeitfrage von 1927 den Begriff noch auf das Tanzen. In der „Tanzmanie der Nachkriegszeit“, waren nicht nur Tänze wie Foxtrott und Tango, sondern 1920 auch der Shimmy und 1922 der Twostep modern; 1925 beherrschte der Charleston die Tanzsäle.

Nachweise von Veranstaltungen, bei denen der Begriff Jazz erscheint, können den Annoncen der Tageszeitungen entnommen werden. Am 16. August tritt beispielsweise in den Aachener Kammerspielen Trocadero Harry Jackson’s Original Jazz-Band auf. Auch in Essen sind derartige Anzeigen ab dem 28. Oktober 1921 nachweisbar.

Auftritt von Harry Jackson’s Original Jazz-Band in Aachen am 16. August 1921 im Trocadero

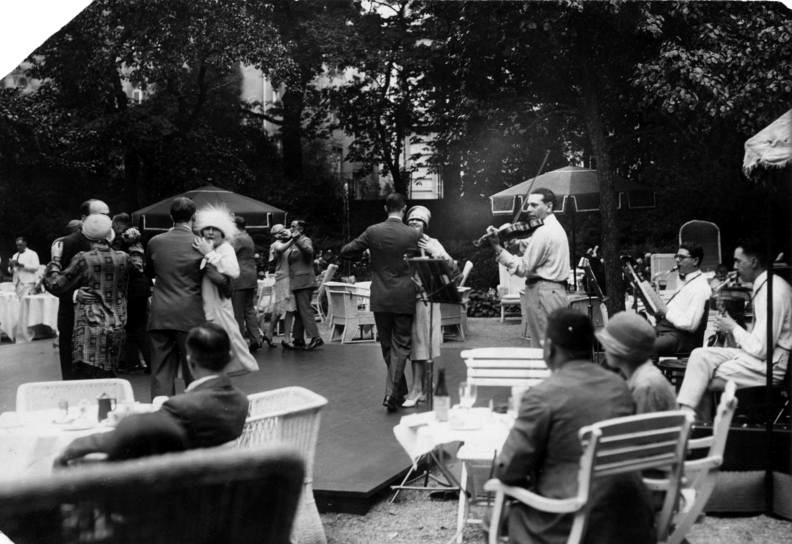
Tanztee im Esplanade (Berlin, 1926)

Ab 1922 konnten die ersten authentischen Jazzplatten aus den USA direkt importiert werden. Schon im Oktober 1920 spielte aber der Klarinettist und Saxophonist Eric Borchard nach einem USA-Aufenthalt mit Eric’s Concerto Yankee-Jazz Band eigene Aufnahmen ein, die qualitativ höherstehend waren. Borchard, der sich und seine Musiker mit Hilfe des Abhörens von neuem Plattenmaterial schulte, legte ab 1924 Aufnahmen vor, die mit denen amerikanischer Jazz-Größen vergleichbar waren. Wirtschaftliche Unruhen und die Inflation machten jedoch von 1920 bis 1923 größere deutsche Orchester, die die neuen Jazztänze spielten, zu einer Seltenheit. Häufiger waren zunächst Trios mit einem Pianisten, einem Schlagzeuger und einem Stehgeiger, der auch das Saxophon bediente. Erst nachdem 1924 eine wirtschaftliche Stabilität erreicht wurde, war die ökonomische Basis für größere Tanzorchester gegeben, die nun von Bernard Etté, Dajos Béla, Marek Weber, Mitja Nikisch oder Stefan Weintraub gegründet wurden. Dabei traf das prägende Element der Improvisation in Deutschland, wo man seit jeher nach konkreten Vorgaben spielte, eher auf Unverständnis. Marek Weber verließ beispielsweise demonstrativ das Podium, wenn seine Band allabendlich Jazzeinlagen spielte. Andere Bands, wie die von Fred Bird, konzentrierten sich hingegen auf Jazz. Efim Schachmeister kombinierte Jazz- und Schtetlstil.
Jazz im Deutschland der 1920er Jahre war vor allem eine Modeerscheinung, die Klaus Mann zufolge, zur „Obsession“ wurde: „Ein geschlagenes verarmtes, demoralisiertes Volk sucht Vergessen im Tanz“. Salonorchester wandten sich dem neuen Stil zu, weil die Tanzenden dies verlangten. Bereits im Oktober 1923 war Jazz erstmals im Radio zu hören: Der Funk-Stunde Berlin aus dem Berliner Vox-Haus folgte im Mai 1924 Radio München mit der Sendung „Jazzmusik aus dem Regina-Palast-Hotel“. Nach 1926, wo Paul Whiteman in Berlin einen sensationellen Erfolg hatte, gab es regelmäßig Radioprogramme mit live gespieltem Jazz. Er war auch auf Schallplatte erhältlich, und es gab Noteneditionen. Musiker aus vielen musikalischen Lagern bis hin zu Komponisten der klassischen Konzertmusik wie z. B. Paul Hindemith, Ernst Krenek und Kurt Weill nahmen die neue aus Amerika kommende Musikgattung in ihre Tonsprache auf. Für die Komponisten der Klassik waren die Besetzung, die Klangfarbe, die Synkopen und die Bluesharmonien des Jazz ein Synonym für die moderne Zeit. Man sah diese neue Musikgattung nicht nur als Mode und Unterhaltungsmusik, sondern als echte Kunst. Allerdings hatte der Komponist Karol Rathaus bereits 1927 etwas voreilig von einer „Jazzdämmerung“ gesprochen, und auch Theodor W. Adorno äußerte sich über den Jazz abfällig. Er sei Teil des Kunstgewerbes und bestenfalls „die Gebrauchsmusik der Oberschicht“.
1928 initiierte Bernhard Sekles an Dr. Hoch’s Konservatorium in Frankfurt am Main entgegen heftigen Protesten die erste Jazzklasse weltweit. (In den USA fingen solche Kurse erst 1945 und 1947 an.) Konzerte des von Mátyás Seiber geleiteten Jazzorchesters des Hoch’schen Konservatoriums wurden mehrmals vom Rundfunk übertragen.

## Zeit des Nationalsozialismus
In den europäischen Nachbarländern setzte sich der Trend in den 1930er Jahren fort. Dort entstanden Fan-Zeitschriften für Jazz und sogenannte „Hot Clubs“. Das NS-Regime allerdings verfolgte und verbot die Ausstrahlung des Jazz im Rundfunk, zum einen wegen der afrikanischen Wurzeln des Jazz und weil viele der aktiven Jazz-Musiker jüdischer Herkunft waren. Zum anderen stellte der Jazz mit seiner Spontaneität, Improvisation und Individualität, die auch die Swing-Jugend anzog, für die Nazis eine Bedrohung ihrer Weltanschauung dar. Die Wirkung war allerdings zunächst eher gegenteilig: Daher sollte eine Anti-Jazz-Rundfunksendung Vom Cakewalk zum Hot von 1935 mit „besonders eindringlichen Musikbeispielen“, die Erich Börschel mit seinem Orchester im Auftrag der Reichsmusikkammer lieferte, abschreckend wirken, wurde jedoch begeistert aufgenommen.
Im Jahr 1935 wurde der Jazz für den Rundfunk verboten, wurde jedoch schon aus ökonomischen Gründen häufig durch Eindeutschungen mit Unterschlagung der Autorennamen umgangen. 1937 richtete das Reichsministerium für Volksaufklärung und Propaganda auf Basis der Anordnung über unerwünschte und schädliche Musik eine Musikprüfstelle ein, die den Verkauf „unterwünschte[r] und schädliche[r] Produkte“ verbot. Im Bereich des Swing war insbesondere die Musik von Benny Goodman, von Tommy und Jimmy Dorsey, von George Gershwin, von Irving Berlin und von Cole Porter betroffen. Das Jazz-Buch von Alfred Baresel wurde in der Ausstellung „Entartete Kunst“ von 1937 angeprangert.

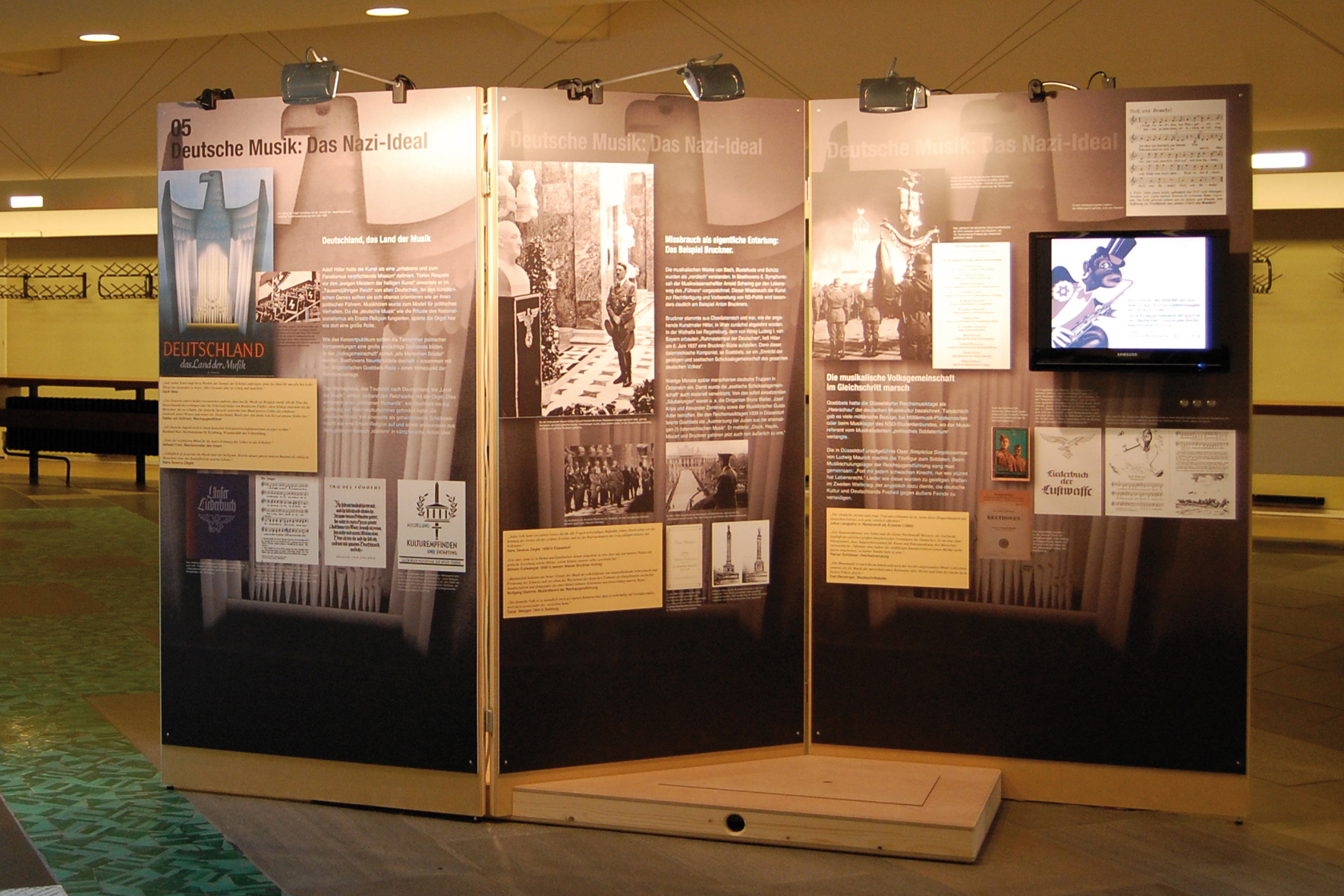
In der Ausstellung Entartete Musik (hier eine Rekonstruktion) wurde auch der Jazz behandelt.

Es wurde – etwa durch die journalistischen Aktivitäten eines Fritz Stege oder Hans Brückner – im Nationalsozialismus versucht, den Jazz als „Niggermusik“ aus Deutschland zu verbannen, aber der Jazz war nicht allgemein verboten.
Initiiert von Gauleitern, Polizeidirektoren und Gaststätteninhabern wurden Swing-, Jazz- oder Swingtanzverbote für einen Gau (Pommern, Franken, Thüringen, Sachsen, Magdeburg-Anhalt, Württemberg-Hohenzollern), eine Stadt (Freiburg i. Br., Köln, Halle, Hamburg, Stuttgart) oder einzelne Lokale (Düsseldorf, Duisburg, Mönchengladbach, „Haus Hindenburg“ in Köln) verhängt. Mitte 1939 war der Swing in fast ganz Deutschland verboten. Die vielen Verbote führten zu verwirrenden Verhältnissen. „Es geht nicht an, dass jede Gebietsleitung für sich in ihrem Bereich Verbote erläßt, die wenige Schritte weiter jenseits der Gebietsgrenze keine Gültigkeit mehr haben. Solche Maßnahmen müssen ja das Publikum verwirren.“ beklagte Fritz Stege.
Dietrich Schulz-Köhn, der für die deutsche Tochter der Plattenfirma Brunswick arbeitete und amerikanische Platten importieren wollte, begann im Vertrieb einen wirtschaftlichen „Feldzug für Swingmusik“ und glaubte 1936, „Deutschland zum Swing-Bewusstsein erweckt zu haben. Vor einigen Monaten war Swing allseits unbekannt, aber nun machen alle großen Schallplattenfirmen davon Gebrauch.“.
Im Kampf gegen Swing und Jazz blieb es beim Theaterdonner. Von etwa 1.000 Hamburger Jugendlichen „Swings“ wurden über 400 zumindest zeitweise verhaftet und einige von ihnen in Lager wie Moringen, Uckermark, Ravensbrück und Neuengamme verbracht und dort teilweise als politische Häftlinge eingestuft. In Moringen wurden von der SS 89 Todesfälle registriert.
Das abrupte Ende und strikte Verbot für den Jazz in Deutschland ist ein populärer Irrtum. „Wenn aber eine Einrichtung derart im Volke Wurzeln geschlagen hat wie der Jazz, dann ist es nahezu unmöglich mit Verboten allein Erfolg zu erzielen, wenn man nicht Besseres an die Stelle der Jazzband zu setzen weiß“, resignierte Fritz Stege.
Amerikanische Musiker in Europa machten ab 1937 mit ihren Gastspielen an den deutschen Grenzen halt. Zwar war es trotz der Ächtung zumindest in großen Musikgeschäften bis zum Kriegsbeginn noch möglich, (ausländische) Jazzplatten zu kaufen; der Kontakt zur amerikanischen Jazzwelt und damit auch die freie musikalische Weiterentwicklung war jedoch weitgehend unterbrochen. Die von der Reichsmusikkammer offiziell gestützte ‚volksverbundene deutsche Tanzmusik‘ trug einige Züge des Swing. Aber das Abhören ausländischer Sender, in denen regelmäßig Jazz gespielt wurde, stellte man 1939 unter Strafe.
In Deutschland wussten zu dieser Zeit nur relativ wenige Leute, wie sich die Jazzmusik in Amerika – zu dieser Zeit der Swing – anhörte und dass es sich dabei um Jazz handelte.
Es gab sogar Stücke, die von den Nationalsozialisten in speziell entwickelten Tonstudios neu produziert und mit neuem Text versehen wurden. Ein Beispiel dafür ist der Titel „Black Bottom“, der als „Schwarzer Boden“ präsentiert wurde; aus dem „Organ Grinder’s Swing“ wurde das „Hofkonzert im Hinterhaus“. Bei einigen Deutschen waren die verbotenen Auslandssender mit Jazzprogrammen sehr beliebt. Die alliierten Sender wurden von den Nationalsozialisten einerseits gestört, andererseits aber auch kopiert. Als negatives Beispiel gilt die Band Charlie and His Orchestra, auch Mr. Goebbels Jazz Band genannt. Hier ersetzten die Nationalsozialisten die Originaltexte durch eigene, provozierende Propagandatexte.
Die Lage verschärfte sich 1942 mit dem Kriegseintritt der USA. Zwar waren für Diplomaten ausländischer Botschaften und Wehrmachtsangehörige weiterhin ein paar Jazzlokale in Berlin geöffnet. Daneben gab es einzelne, nicht legitimierte Veranstaltungsorte und Privatpartys, in denen Jazz gespielt wurde. 1943 wurde die Schallplattenproduktion eingestellt. Charlie and His Orchestra verlegte man in die damals noch bombensichere Provinz.

## Nachkriegszeit und 1950er Jahre
In der Nachkriegszeit waren viele Musikfans ebenso wie die Musiker nach knapp 20 Jahren Isolation sehr interessiert an den verpassten Bewegungen. In Jazzclubs spielten sich die Jazzliebhaber, noch bevor sie Konzerte organisieren konnten, gegenseitig wichtige Platten vor. Besonders in der amerikanischen, aber auch in der britischen und in der französischen Besatzungszone konnte sich der Nachkriegsjazz gut entwickeln. Berlin, Bremen und Frankfurt wurden Hochburgen des Jazz. Junge deutsche Musiker konnten in amerikanischen GI-Lokalitäten vor größerem Publikum auftreten. Jimmy Jungermann schuf bereits 1945 die erste deutsche Jazzsendung bei Radio München (später Bayerischer Rundfunk) und sendete zwischen 1947 und 1956 eine Jazzsendung mit großer Breitenwirkung, Mitternacht in München. Bald folgte der Südwestfunk mit Jazztime und der NWDR mit dem Jazz-Almanach; ab 1958 kam der NDR Jazzworkshop hinzu. Wenn auch das Radio eine große Bedeutung für die Rezeption des Jazz in Deutschland gespielt haben mag – Jazzmusik spielte keine allzu große Rolle im westdeutschen Radio: Damals wurden von den westdeutschen Rundfunksendern nur etwa 100 Sendeminuten pro Woche für Jazz aufgewandt; beispielsweise betrug im Südwestfunk der Anteil Jazzsendungen im Jahr 1957 nur 1,05 bis 1,02 Prozent.
In den 1950er Jahren entstanden in der alten Bundesrepublik nach dem Vorbild der Pariser Existenzialistenkeller in zahlreichen Städten Jazzkeller. Ab 1955 nahm die Zahl der Live-Konzerte in Westdeutschland deutlich zu, während die zuvor üblicheren Plattenabende weniger wurden. Die Deutsche Jazz Föderation führte eigene Tourneen durch.
Am 2. April 1951 gründete Erwin Lehn das Tanzorchester des Süddeutschen Rundfunks (SDR) in Stuttgart, das er bis 1992 leitete. Es entwickelte sich innerhalb kurzer Zeit von einer Rundfunk-Kapelle zu einer modernen swingenden Big Band: Erwin Lehn und sein Südfunk-Tanzorchester. Mit Dieter Zimmerle und Wolfram Röhrig begründete Lehn 1955 für den SDR die Sendung Treffpunkt Jazz. Dort musizierte Lehn mit internationalen Jazz-Größen wie Miles Davis und Chet Baker. Neben der Band von Kurt Edelhagen beim Südwestfunk (SWF) wurde das Südfunk-Tanzorchester in den folgenden Jahren zu einer der führenden Swing-Big-Bands in der Bundesrepublik Deutschland. 1953 entdeckte Edelhagen in Baden-Baden Caterina Valente als Sängerin für seine Bigband.
Amerikanische Jazzmusiker konnte man in Westdeutschland bei den Jazz-at-the-Philharmonic-Konzerten und bei Konzertveranstaltungen in großen Sälen hören. In den Clubs spielten vorrangig einheimische Musiker; zur Hebung des Niveaus und zur kulturpolitischen Anerkennung wurden zunehmend Konzerttourneen durch die Deutsche Jazz Föderation (den Zusammenschluss der Clubs) organisiert. Bis Ende der 50er Jahre war die deutsche Jazz-Szene stark darauf fixiert, den amerikanischen Jazz zu imitieren und die verpasste Entwicklung nachzuholen. Allerdings gab es diesbezüglich ab 1954 in Westdeutschland erste sanfte Schritte der Loslösung vom musikalischen Vorbild. Dabei spielte das Quintett der Pianistin und Komponistin Jutta Hipp eine zentrale Rolle. Zu dieser Formation gehörten die Saxophonisten Emil Mangelsdorff und Joki Freund, der ebenfalls Kompositionen beisteuerte. Obwohl Hipps Musik stark an amerikanischen Vorbildern orientiert war, beeindruckte sie amerikanische Jazz-Kritiker wie Leonard Feather durch ihre souveränen und eigenständigen Darbietungen. Zu der Besonderheit ihrer Musik gehörte eine asymmetrische Melodieführung in den Improvisationen, deren Anfang und Ende an ungewöhnlichen Stellen platziert war.

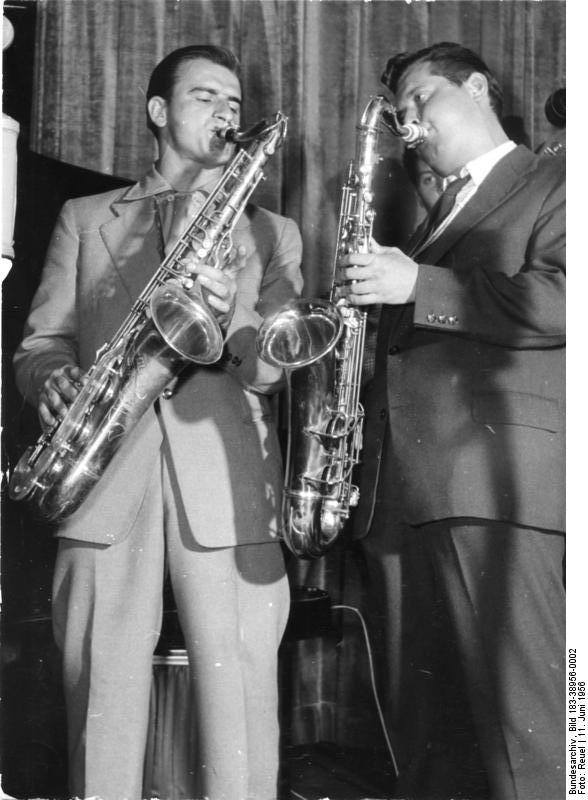
Auf einer öffentlichen Veranstaltung im DDR-Ministerium für Post- und Fernmeldewesen versuchte die Interessengemeinschaft Jazz-Berlin am 11. Juni 1956 den Jazz in der DDR zu legitimieren. Unter anderem spielten die Saxophonisten Benny Mämpe (rechts) und Horst Deutschendorf.

Der rhythmisch akzentuierte und rhythmisch innovative Bebop hatte in Amerika bis Mitte der 50er seine Blütezeit. Mit ihm konnten sich die in der Bundesrepublik Deutschland tätigen Musiker wie Hans Koller, Jutta Hipp, Helmut Brandt oder auch die New Jazz Group Hannover nicht so richtig anfreunden, anders als mit dem in den 50er Jahren aktuelleren Cool Jazz. Der Cool Jazz, weniger explosiv, eher sanft und langsam, mit einem Schwerpunkt auf Bläsermelodien wurde, sowohl was das Zusammenspiel, als auch die Tongebung anbelangt, von den westdeutschen Musikern bevorzugt.
Der Frankfurter Soziologe Theodor W. Adorno kritisierte den Glauben der westdeutschen Jazzfans, sie hätten „den wahren Geist der Zeit gepachtet“. Er wies darauf hin, dass „der Jazz, auch in seinen raffinierteren Formen, … der leichten Musik“ angehöre. „Nur die Unsitte, aus allem und jedem eine hochtrabende Weltanschauung zu machen, vernebelt das in Deutschland und installiert ihn als … die Norm dessen, was gegen die musikalische Norm zu rebellieren wähnt.“
Seitens der DDR-Staatsführung wurde der Jazz aufgrund seiner US-amerikanischen Wurzeln immer skeptischer gesehen. Ende 1950 erhielt Heinz Kretzschmar mit seinem Tentett ein Berufsverbot, weil ihre Musikausübung kulturfeindlich wäre und die öffentliche Ordnung und Sicherheit gefährde. Karlheinz Drechsel wurde wegen seiner Vorliebe für den Jazz 1952 als Mitarbeiter des Rundfunks der DDR entlassen und konnte erst 1958 wieder Jazzsendungen gestalten. 1956 warnte Hanns Eisler vor „der hemmungslosen Jazzpropaganda des Westens“; er dürfe nicht zum Kult werden und das Hirn der Jugendlichen verkleistern. Peter Dittrich schuf im selben Jahr für den Eulenspiegel sein Wimmelbild „Der Jazz ist los“, in dem er die positiven Aspekte hervorhob. Der Gründer des Jazzkreises Leipzig, Reginald Rudorf, hielt gut besuchte Vorträge über Jazz ab, die auch die Kultur der USA beleuchteten. Doch sie wurden durch Störaktionen der Staatssicherheit unterbunden. Auch die Dresdner Interessengemeinschaft Jazz wurde 1957 im Zusammenhang mit dem Prozess gegen den vom Regime als Spion verdächtigten Rudorf verboten.
Während die DDR-Tanzorchester weiterhin vereinzelt Swingnummern spielten, sah man von offizieller Seite den Modern Jazz, der sich kaum in die Tanzcombos integrieren ließ, kritisch. Er wurde später sogar von Andre Asriel als „snobistischer Jazz“ gebrandmarkt
1956 übersiedelte der Klarinettist Rolf Kühn nach Amerika und gastiert in New York mit Caterina Valente. Von 1958 bis 1962 wirkte Kühn im Orchester von Benny Goodman und als Solo-Klarinettist bei Tommy Dorsey. 1962 kehrte Rolf Kühn nach Westdeutschland zurück und spielte u. a. bei den German Allstars, mit denen er auch für das Goethe-Institut quasi als deutscher „Kultur-Botschafter“ eine ausgedehnte Südamerika-Tournee unternimmt.

## Die 1960er Jahre

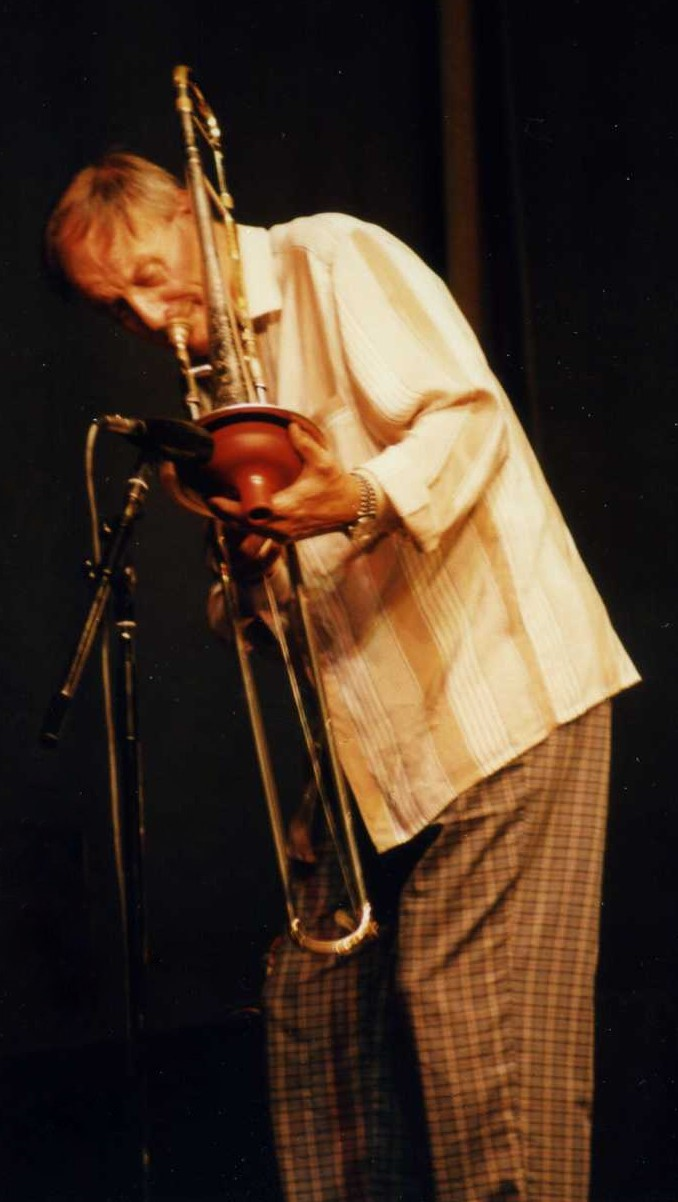
Albert Mangelsdorff (1987)

Am 13. August 1961 wurde in Ostberlin die Berliner Mauer gebaut. Für viele Jahre waren nun west- und ostdeutsche Jazzmusiker räumlich voneinander getrennt. Zunächst konnten nur wenige Jazzmusiker aus dem Westen in der DDR auftreten, zunächst 1964 Leo Wright; 1965 kam es zur Louis-Armstrong-Tournee durch die DDR.
Im Fernsehen der Bundesrepublik wurden die großen amerikanischen Musiker zur besten Sendezeit vorgestellt. Um 1960 endete dagegen zunächst das Interesse der westdeutschen Musikproduzenten an Plattenaufnahmen von Musikern wie Wolfgang Lauth; Jazzmusik erschien als nicht mehr gut verkäuflich. Noch Anfang 1964 musste Horst Lippmann feststellen: „Die deutsche Schallplattenindustrie hat seit Jahren alle modernen deutschen Jazzmusiker vernachlässigt und nur gelegentlich Platten mit Amateurbands im Dixieland-Bereich vorgelegt. Keine deutsche Plattenfirma scheint sich auf die künstlerische Verpflichtung vorzubereitet zu haben, den modernen deutschen Jazz angemessen zu veröffentlichen, wie das in den Bereichen der symphonischen und der Kammermusik der Fall ist.“ Lippmann überzeugte auf eigenes Risiko CBS davon, Langspielplatten mit Musik von Albert Mangelsdorff, Joki Freund und Wolfgang Dauner zu veröffentlichen. In der Folge kam eine neue Generation von Jazzproduzenten wie Siegfried Loch und Hans Georg Brunner-Schwer auf den Plan – Platten von Ingfried Hoffmann, von Klaus Doldinger, von Attila Zoller, Hans Koller und Gunter Hampel kamen kurz darauf auf den Markt. Eine besondere, herausragende Stellung nimmt der Musikkritiker und Produzent Joachim Ernst Berendt in dieser Zeit ein; hat er doch den deutschen Jazz in den 1960er und 1970er Jahren maßgeblich geprägt. Ohne ihn hätten weder der europäische Free Jazz noch einzelne Musiker wie Albert Mangelsdorff, Rolf und Joachim Kühn und andere die Bedeutung, die sie heute für den deutschen Jazz haben. Berendt war der erste und bisher einzige Globalplayer unter den Jazzkritikern und Produzenten der deutschen Jazzszene, der sich für Jazz aus Deutschland im Ausland starkgemacht hat.
Die bekannten Jazzgruppen in der alten Bundesrepublik waren damals die Quintette von Albert Mangelsdorff (mit Heinz Sauer und Günter Kronberg) und von Michael Naura (mit Wolfgang Schlüter) und das Quartett von Klaus Doldinger (mit Ingfried Hoffmann). Neuerer waren auch das Wolfgang Lauth Quartett mit Fritz Hartschuh und das Trio von Wolfgang Dauner (mit Eberhard Weber und Fred Braceful). Musikalisch erfolgte eine bewusste, aber doch behutsame Abgrenzung vom amerikanischen Vorbild und die Entwicklung eigener Zugänge. So war es möglich, sich „wirklich von Schablonenvorstellungen frei zu machen und die Freiheiten zu nützen“, die der Jazz bietet. Doldinger und Mangelsdorff konnten mit wachsender Beliebtheit auch im Ausland auftreten und Platten veröffentlichen. Naura musste sich aus Krankheitsgründen vom aktiven Musikerleben zurückziehen und wurde Jazzredakteur beim NDR. In der DDR ist hier zunächst das Manfred Ludwig Sextett zu nennen, lange Zeit die einzige Combo, die sich der Stilistik des modernen Jazz verschrieben hatte.

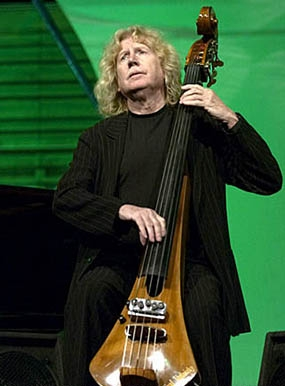
Eberhard Weber

1965 betrat das Quintett von Gunter Hampel, das einen gemäßigten Free Jazz pflegte, mit Musikern wie Manfred Schoof, Alexander von Schlippenbach, Buschi Niebergall und Pierre Courbois die deutsche Jazz-Szene und gab auch in der „Provinz“ zahlreiche Konzerte. Kompromisslosen Free Jazz hörte man dann vom Manfred Schoof Quintett (Voices) und einem Oktett um Peter Brötzmann (Machine Gun 1968). Insbesondere in den kleineren Städten Westdeutschlands verschwanden mit dem Aufkommen der Beatmusik die Jazzclubs. Ab Mitte der 1960er fanden in der DDR die Trios von Joachim Kühn – der 1966 in den Westen migrierte – und Friedhelm Schönfeld, sowie auch Manfred Schulze einen eigenständigen Weg in den freien Jazz.

## Die 1970er Jahre
Die 70er Jahre waren geprägt durch die Internationalisierung und die Kommerzialisierung der deutschen Jazzwelt. Jazz wurde mit verschiedenen anderen Musikgenres kombiniert. Jazzmusiker wie Christian Burchard (Embryo),
Wolfgang Dauner (Et Cetera), Klaus Doldinger (Passport), Volker Kriegel und das United Jazz and Rock Ensemble folgten in der Alt-BRD dieser Strömung in Richtung Rockmusik. Gleichzeitig traten jüngere Musiker wie Herbert Joos, Alfred Harth oder auch Theo Jörgensmann an die Öffentlichkeit und erregten mit ihrer Musik die Aufmerksamkeit der Jazzszene. Bemerkenswert ist, dass die deutschen Musiker beim hiesigen Publikum genauso ankamen wie amerikanische Jazzer. Das Theo Jörgensmann Quartett z. B. gelangte sogar in die Popular Music Best-of-Listen des Musik-Jahrbuchs Rock Session. Zur gleichen Zeit etablierten sich die deutschen Plattenfirmen FMP, ECM und ENJA. Auch akustisch-romantische Darbietungen von Joachim Kühn und anderen Pianisten wie Rainer Brüninghaus kamen damals in Mode. In Moers und an anderen Orten Westdeutschlands entstanden Festivals, die die neuen Entwicklungen des Jazz in den Mittelpunkt stellten.
Zu Beginn der 1970er Jahre gab die DDR-Staatsmacht ihre reservierte Haltung gegenüber der Jazzmusik auf und „erklärte“ den Jazz zu einem festen Bestandteil der DDR-Kulturpolitik. Klaus Lenz und die Modern Soul Band fanden einen eigenen Weg der Fusion von Rock und Jazzmusik.
 Besonders im Free Jazz entwickelte man in der DDR einen eigenen Gestus und improvisierte zunächst über scheinbar DDR-spezifisches Material, so dass im Ausland die Vorstellung vom „Eisler-Weill-Folklore-Free-Jazz“ aufkommen konnte. Die Selbstbehauptung war dabei ausgeprägter als in Westdeutschland. Zu den bekannteren Künstlern dieser Ära zählen Conny Bauer und Ulrich Gumpert (Zentralquartett), Manfred Hering, Manfred „Catcher“ Schulze und Günter „Baby“ Sommer. Diese Musik sprach dort ein besonders breites, junges Publikum an und war sehr erfolgreich. In den neuen Leiden des jungen W. erinnert sich Plenzdorfs Held an die montäglichen Jamsessions in der »Großen Melodie« und zählt die bereits genannten Musiker auf. Das beim Bemühen, einen eigenen Weg des Jazz zu finden, „allmählich erstarkende musikalische Selbstbewusstsein“ der Musiker „brachte einen ernsthaften Widerspruch zur herrschenden Monokultur zum Ausdruck.“ Veranstaltungen mit Free Jazz wurden daher „zu Treff- und Sammelpunkten einer kritischen Zuhörerschaft zwischen Resignation und Aufbegehren“. Nach einer Analyse von Bert Noglik begriff daher ein Teil der Zuhörenden den neuen musikalischen Weg als „Medium des Andersseins oder -denkens“; für einen anderen Teil des Publikums war er gewiss auch ein „Ersatz“ für andere, in der DDR nicht greifbare Musik und Subkultur.

Manfred „Catcher“ Schulze in Schwerin Anfang der 1980er Jahre.

 Jazz begann im Kulturleben eine wichtige Rolle zu spielen – so entstand in Weimar eine äußerst beliebte Karnevalsveranstaltung Jazz blues 'mer los!, auf der Musik vom Boogie Woogie bis zum Free Jazz gespielt wurde. Anlässlich der Jazzwerkstatt Peitz besuchten 1979 2.500 und 1980 4.000 Menschen ein neunstündiges Jazz-Marathon mit überwiegend freier Musik. Ab Mitte der 1970er Jahre veröffentlichte AMIGA zahlreiche Alben mit Jazzmusikern und -bands der DDR; auch Auftritte von Musikern aus dem westlichen Ausland wurden auf Platte festgehalten. Der Jazzjournalist Bert Noglik stellt im Rückblick fest: „In der Jazzentwicklung der DDR hat sich im Verlaufe der 1970er Jahre der Free Jazz (weit gefasst) als die wichtige Spielrichtung des Jazz herauskristallisiert und das sowohl in quantitativer als auch in qualitativer Hinsicht. Diese Feststellung bezieht sich auf die Musiker, das Publikum und auch auf die Organisationsstruktur des Konzert- und Tourneebetriebs. All das ist um so erstaunlicher, wenn man bedenkt, daß in östlichen wie westlichen Nachbargebieten immer ein relativ starker Mainstream floß.“

## Die 1980er Jahre

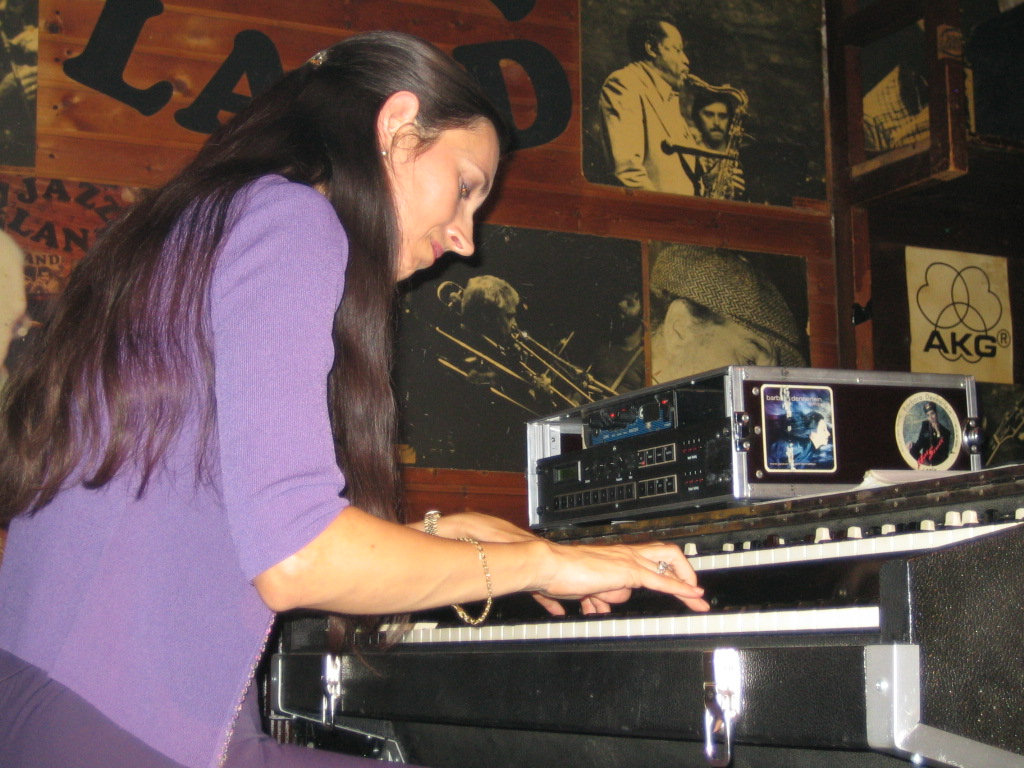
Barbara Dennerlein – hier im Wiener Jazzland begann ihre Karriere in den 1980er Jahren

In den 1980er Jahren teilte sich das Jazzpublikum ebenso wie die Jazzszene in Westdeutschland in viele, unterschiedliche Richtungen. Es gab sowohl Formationen mit traditionellem Repertoires, die verschiedenen Strömungen des Free Jazz und der Fusion-Musik, eine Hinwendung zum Neobop aber auch schon Stilelemente, die den Modern Creative und den neoklassizistischen Jazz andeuten. In der Stadt Köln gab es eine starke Initiative für den Jazz, die zur Gründung der Initiative Kölner Jazz Haus führte, aus der Projekte wie z. B. die Kölner Saxophon Mafia bekannt wurden. Für die Arbeit von Big Bands erweckte sich ein neues Interesse. Jazzarrangeure wie z. B. Peter Herbolzheimer hoben dieses Genre in Deutschland auf internationales Niveau. Neue Spielstätten entstanden in Mittelstädten. Aufgrund der Vielzahl unterschiedlicher Richtungen waren insbesondere in den größeren Städten diese Konzerte schlecht besucht.
In der DDR blieb es dagegen übersichtlich. In den 1980er Jahren kam es zu einem verstärkten Austausch zwischen Jazzmusikern aus West- und Ostdeutschland. Fand die Zusammenarbeit in den Grenzen der DDR statt, wurde in der Regel auch ein nichtdeutscher Musiker dazu geladen, um der Veranstaltung einen internationalen Anstrich zu geben. 1982 wurde die Jazzwerkstatt Peitz verboten. Ökonomisch lebten die Jazzmusiker der DDR relativ gesichert, da sie in einem kultur-subventionierten Umfeld arbeiteten und anders als ihre westlichen Kollegen nicht den Gesetzen der freien Marktwirtschaft folgen mussten. Auch war das Publikum sehr neugierig und kam zahlreich zu den Veranstaltungen. Neben einer vergleichsweise breiten Szene im Dixie-Bereich und im Mainstream Jazz amerikanischer Prägung entwickelte sich hier die freie Improvisationsmusik in einer Weise, die Fred Van Hove zum (später relativierten) Ausspruch vom „gelobten Land der Improvisierten Musik“ verleitete. Unmittelbar nach dem Fall der Mauer kam es zu einem bis dahin nicht gekannten Besucherschwund bei Jazzkonzerten in der DDR. Nach Beobachtungen von Matthias Creutziger kamen die Zuschauer im Osten Deutschlands erst nach fünf Jahren, „nach der Befriedigung ihrer ersten, großen Reiselust wieder.“

## 1990er bis heute

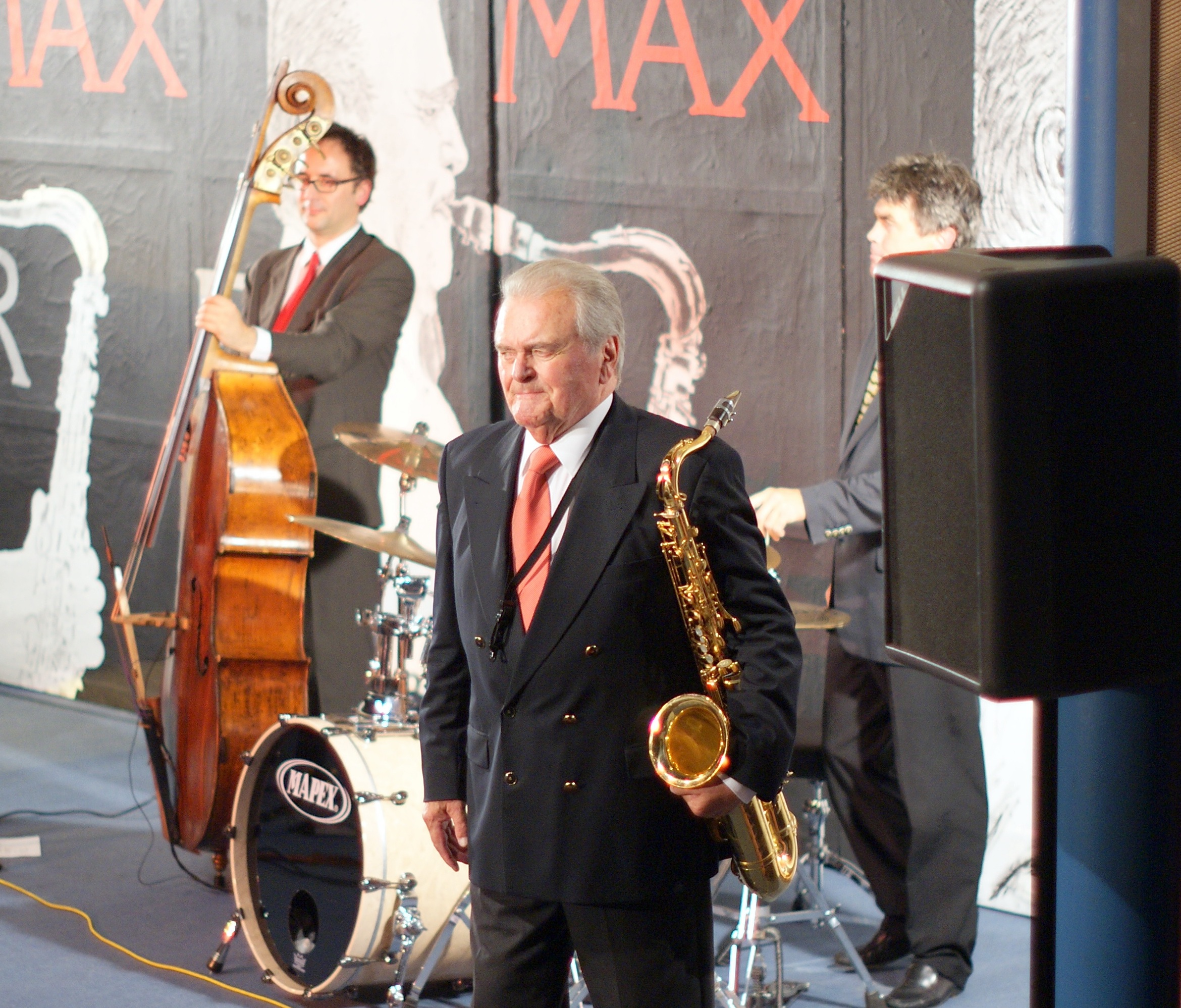
Max Greger 2008

Der Jazzforscher Ekkehard Jost stellte im Jahr 1998 zwei Grundtendenzen der Jazzszene fest: Jazz als Repertoiremusik und Jazz in beständiger und dynamischer Entwicklung. In den 1990er Jahren dominierte, noch stärker als schon in den 1980er Jahren, die Vermarktung der Musikstile. Besonders der Jazz war davon betroffen. Ein bekannter Entertainer verstand es, den Jazz auf seine eigene Art in seine Comedy-Kunst zu integrieren: Helge Schneider. Ein weiterer bekannter deutscher Jazz-Musiker und Entertainer ist Götz Alsmann. Erfolgreich ist auch der Trompeter Till Brönner. Neben Brönner gibt es noch eine Reihe weiterer Jazzer, die sich in der Szene mit Entertainment-Jazz einen Namen gemacht haben. Allerdings sind es nicht nur diese Musiker, die zum Teil unter schwierigen Bedingungen als Jazzmusiker in Deutschland arbeiten und den Jazz in seiner Vielfalt entscheidend gestalten. – Zu den Lebens- und Arbeitsbedingungen der Jazzmusiker in Deutschland bietet die Jazzstudie 2016 detaillierte Informationen.
Zudem erfolgte eine Angleichung zwischen Ost- und Westdeutschland, deutlich zu Lasten der ostdeutschen Jazzkultur. Im Laufe der Zeit wurden oft Elemente des Jazz in andere Musikrichtungen wie Hip-Hop, später in Drum and Bass und andere integriert. Diese Ergebnisse werden bei genügender Jazzlastigkeit als Acid Jazz oder als NuJazz gewertet. Jazz findet sich heute in vielen bekannten und unbekannten Musikproduktionen wieder; in deutschem Hip-Hop, in House, in Drum and Bass und vielen weiteren Musikstilen.
In der öffentlichen Wahrnehmung wurde dem Jazz in Deutschland zum einen „attestiert, das er wegen seiner improvisatorischen Praxis bestens dafür geeignet sei, die Gegenwart abzubilden“; zum anderen wurde „sein Marktsegment von höchstens drei Prozent“ herausgearbeitet, weshalb er als „Minderheitenmusik“ abgewertet wurde. Dennoch blieb der Jazz für engagierte Plattenfirmen interessant, weil er langlebig war, was aber auch bedeutete, dass sich die Produktionen in der Regel nicht rasch amortisierten, sondern erst nach Jahren.
Nach der teilweisen Privatisierung der Radiolandschaft gegründete Jazzsender wie Jazz Welle Plus in München und Jazz Welle plus Hamburg waren mehrere Jahre auf Sendung, bevor sie eingestellt wurden, da sie nur ein Minderheiten-Publikum erreichten; aktiv ist aber noch zum Beispiel JazzRadio 106.8 in Berlin. Auch im Fernsehen sind die Sendungen für Jazz selten geworden. Jazzclubs und andere Spielstätten haben weiterhin mit der Schwierigkeit zu kämpfen, dass die Besuchersituation zumindest schwer vorhersehbar und häufig auch dramatischen Veränderungen unterworfen ist. Oft bleibt das jüngere Publikum aus. Auch aus steuerlichen Gründen (sog. Ausländersteuer) gehen die Tourneen großer internationaler Musiker, insbesondere des Modern Creative, die in der Schweiz, in Österreich, in den Niederlanden, in Italien und Frankreich spielen, zunehmend an Deutschland vorbei.
Obwohl es heutzutage viel mehr Jazzmusiker in Deutschland gibt als in den 1960er und 1970er Jahren, wird es dem Publikum vor allem durch die elektronischen Medien erleichtert, sich ein eigenes Meinungsbild von den Jazzmusikern und ihrer Musik zu machen. Traditionelle Meinungsmacher wie z. B. die Jazzredaktionen der öffentlichen Rundfunkanstalten, etablierte Konzertagenturen, Veranstalter und Festivals haben als Trendsetter an Bedeutung verloren, auch weil Musiker aufgrund der unsicheren finanziellen Basis dazu gezwungen sind, sich selbst zu vermarkten. Auf der anderen Seite zählen neben den nach wie vor wichtigen Lehraufträgen und Clubauftritten möglichst publikumsorientierte Konzerte, Festivals und punktuelle Förderung, etwa durch Kompositionsaufträge, zu einem zentralen Bestandteil der künstlerischen Überlebensstrategien. Jazz in Deutschland hat somit trotz vorhandener Förderstrukturen und guter universitärer Ausbildungssituation mit ähnlichen Problemen der Existenzsicherung, geringen medialen Sichtbarkeit und dem historisch gewachsenem Nischendasein zu kämpfen wie in anderen europäischen Ländern auch. – Über neuere Entwicklungen seit 2010 informiert jährlich die Seite Jahresrückblicke im Portal Jazz aus Deutschland des Goethe-Instituts.

## Bekannte Jazzveranstaltungen (Auswahl)
- Deutsches Jazzfestival
- JazzFest Berlin
- Düsseldorfer Jazz-Rally
- Internationales Dixieland-Festival Dresden
- Internationale Jazzwoche Burghausen
- Jazzopen Stuttgart
- Leipziger Jazztage
- Moers Festival
- Swinging Hannover
- SWR New Jazz Meeting

Zahlreiche weitere Jazzfestivals in Deutschland enthalten die Liste von Musikfestivals und die Liste von Jazzfestivals in Deutschland, Österreich und der Schweiz.